# 剣鉈
剣鉈は、通常の鉈とは異なり先が鋭く尖っているのが特徴。主に狩猟や林業で使用される。
剣鉈として有名なのが土佐打ち刃物のレッドオルカや豊国鍛工場や越前打ち刃物の佐治武士など様々存在する。
用途としては枝打ちや藪払い、竹や木の伐採、動物の解体など様々な場面で使用されることが多い。